# カール・ラーション

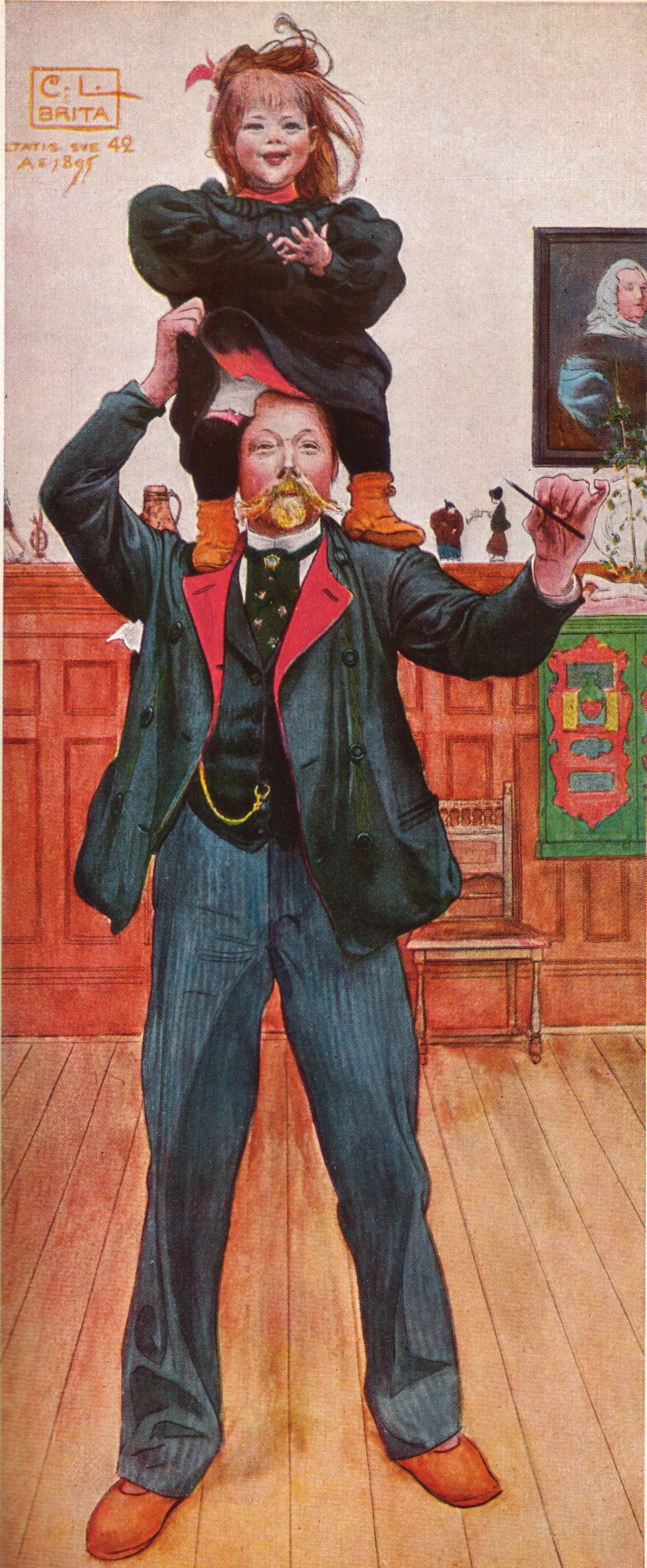
『ブリータと私』「（1895年、イェーテボリ美術館所蔵。）

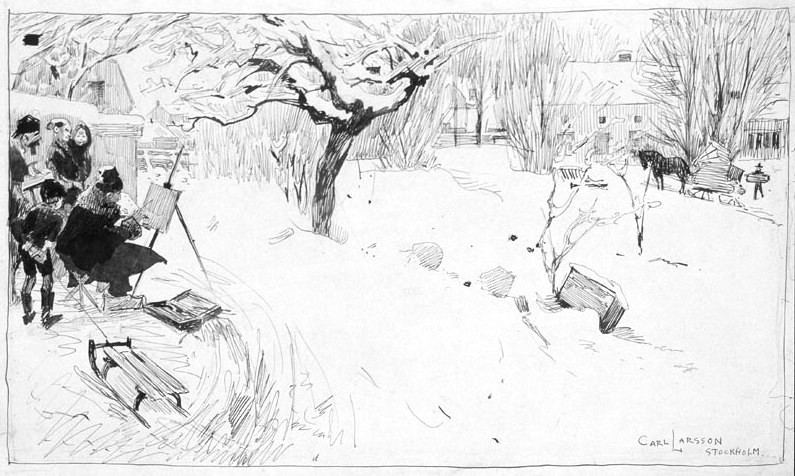
『外光派画家』の1886年のスケッチ。北欧で冬に外光主義の絵画を制作する様子を描いたもの。

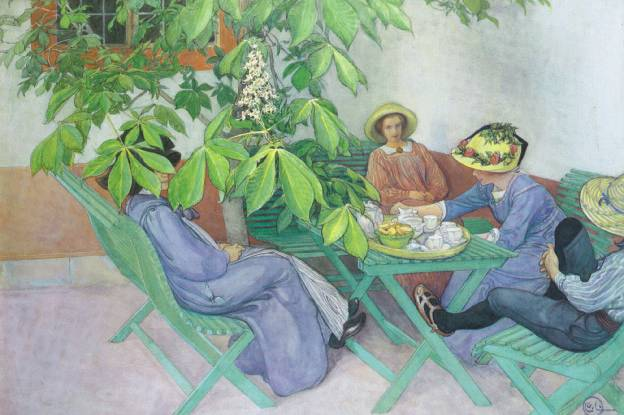
『Under valnötsträdet』（1912年）

カール・ラーション（Carl Larsson、1853年5月28日 - 1919年1月22日）は、スウェーデンの画家。油彩・水彩ともに多数の作品を残し、フランス印象派の画家に多大な影響を与えたとされる。自身の家族を題材として当時の中流階級の日常生活風景の作品を数多く残し、その情景から溢れ出す幸福感が人々の共感を呼び、大いに人気を集めた。

## 人物
ラーションは1853年、スウェーデンのストックホルム旧市街のガムラスタンで生まれた。家庭は貧しく、救貧学校に通う。小学校に入ると、担任教師がラーションの絵の才能を評価し、王立美術学校予備課程への入学を申し込んでくれたため、1866年に予備課程に入学。同級生にはアーンシュト・ユーセフソン、ペール・エークストレム、ヒューゴ・ビルイェルが、指導教授には風景画家のグスタヴ・ヴィルヘルム・パルムらがいた。初級課程（古典課程）、第2課程（モデルスクラン：モデル素描）、油彩課程と進み、その間の作品は学校よりたびたび表彰された。
ラーションは生活のため、1871年から風刺雑誌『カスペル』の挿絵を描いていた。1875年からは『新絵入新聞』の記事の挿絵をはじめ書籍や雑誌の仕事も請けるようになった。1876年にアンデルセンの童話、1876年出版（第3版）のヴィクトール・リィドベリ(en)の『シンゴアッラ物語』、1877年にアスビョルンセンとモー(en)の『ノルウェー民話集』、1878年にサカリーアス・トペーリウス(en)の『軍医物語』、1881年に作家アウグスト・ストリンドベリの『スウェーデン人の日常生活』の挿絵を描いた。のちに国立美術館のフレスコ壁画を手がけるようになってからも、1892年出版のフリードリヒ・フォン・シラーの戯曲『陰謀と愛』の挿絵を描いている。
1877年にはパリに旅行し、モンマルトルやバルビゾンで貧しい暮らしを送りながらも制作を続ける。1878年にスウェーデンに帰国するが2年後再びパリに戻る。1882年には、芸術家の集まるパリ郊外の村グレー＝シュル＝ロワンに移る。ここでラーションの芸術は転機を迎えた。彼は作品に外光主義のレアリスムを取り入れ、水彩画の上に自然の光を再現した。グレーで描いた水彩画は前年の作品と比較すれば見違えるような発展を遂げ、その表現がストックホルムで高く評価された。また、彼のそれまでの作品はパリ・サロンで2度も落選していたが、翌年に出品した水彩画は2点とも入選し、スウェーデンの富豪ポントゥス・フュシュテンベリーに購入された。秋にはさらに2点の水彩画がストックホルムにある国立美術館に購入され、翌年にはフランス政府にも水彩画1点が購入された。フュシュテンベリーはやがてラーションのパトロンそして友人となった。
パリ滞在中のラーションは、この時期のフランスに入ってきていた日本の美術に親しんでいたとされている。フランスにはジャポニザン（日本美術愛好家）が多く、ラーションと彼らとの出会いもあった。美術商の林忠正はフランスに浮世絵を多数輸出しており、1884年からはパリに店も開いており、林の店によってラーションが浮世絵に親しむことは可能であった。また、ジャポニスムがスウェーデン美術に入ってきたのは1880年代とされる。この頃の先進的な画家の多くは、これ以前またはこの後に日本美術の影響を受けたといわれている。ラーションは1895年刊行の『私の家族』において「日本は芸術家としての私の故郷である」と述べた。彼の作品は、構図や線描様式に日本の木版画からの影響がみられる。線描でえがかれる輪郭や色面は、1899年刊行の画集『わたしの家』において、当時流行していたアール・ヌーヴォー（注：スウェーデンではドイツ語で「ユーゲント」と呼ばれた）の実例とみなされた。線描装飾を進めていたヨーロッパ美術からの影響もあったと考えられるが、『わたしの家』シリーズの中で最も初期（1890年頃）に描かれた水彩画『アトリエ』では、初期作品やグレー村時代の作品とは明らかに異なる線描様式が完成している。それはアール・ヌーヴォーの台頭に数年先立つものであり、のちにラーションの様式はスウェーデンでのジャポニスムの事例だとされるようになる。やがて彼と家族が暮らす家には、彼が蒐集した錦絵、屏風、陶磁器、日本人形、地蔵菩薩像といった日本の美術品が飾られることとなる。
1882年の秋、グレー村にいたラーションは、1879年のスウェーデンで初めて会った女流画家のカーリン・ベーリェーと婚約し、スウェーデンに戻った1883年に結婚した。長女スザンヌが生まれたのは1884年にグレーに移ってからである。夫妻は7人の子宝に恵まれた。1887年には長男ウルフが生まれた（1905年に夭折）。1888年に次男ポントゥス、1891年に次女リスベス、1893年に三女ブリータ、1896年に四女チェシュティが生まれる。三男エースビョーンが生まれた翌年、1901年から、一家はファールン市の村スンドボーンに定住するようになる。1888年にカーリンの父アードルフ・ベーリェーからスンドボーンにある家を土地ごと譲り受けており、それまでは一時的にその家で暮らしていたが、以後はその家リッラ・ヒュットネースで子供達を育て、またそこで子供をテーマとした作品も多数制作している。

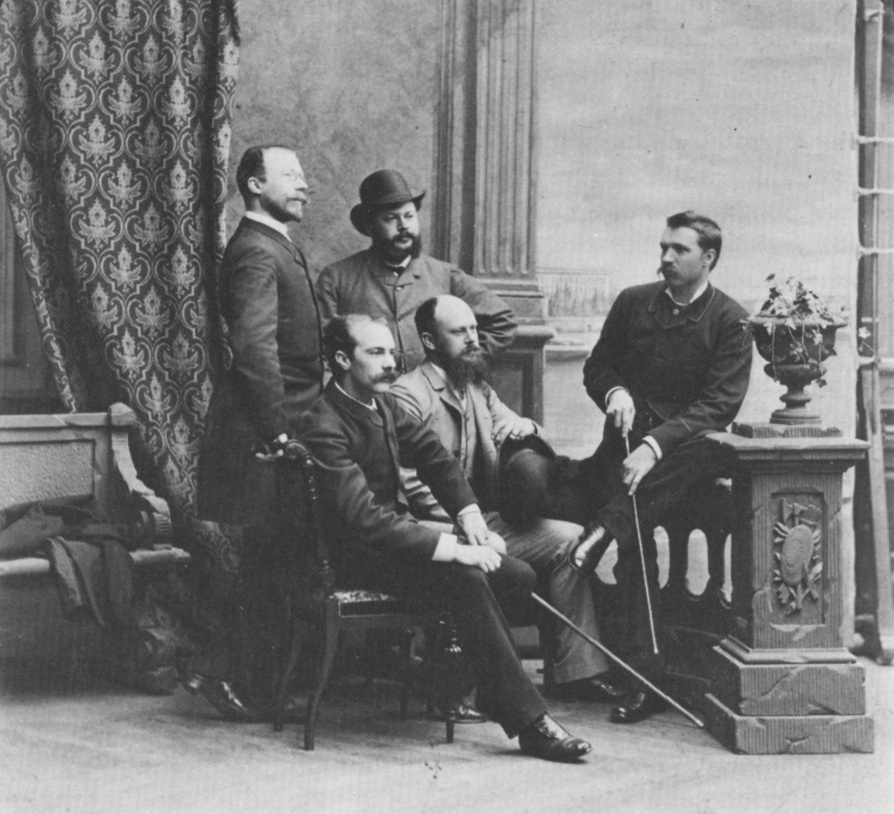
1885年に撮影された、ラーションと同時期の画家たち。立っている男性のうち左がラーション、右はアーンシュト・ユーセフソン。座っている男性の左はリッカルド・ベリ、右はAugust Hagborg。一番右の男性は不明。

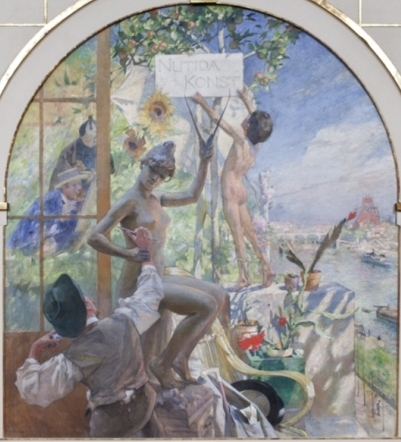
1889年に手がけた『Rokoko-Renässans-Nutida konst』の1枚、『新しい芸術（今日の芸術）』。絵の右奥には、この絵が描かれた当時の、建設中のエッフェル塔が見える。また、絵の中の女性像の左斜め上に、丁髷をし筆を持った日本人が描かれている。彼は浮世絵の絵師をイメージしたものであろう。つまり日本人絵師が「新しい芸術」を生み出すことを暗示している。

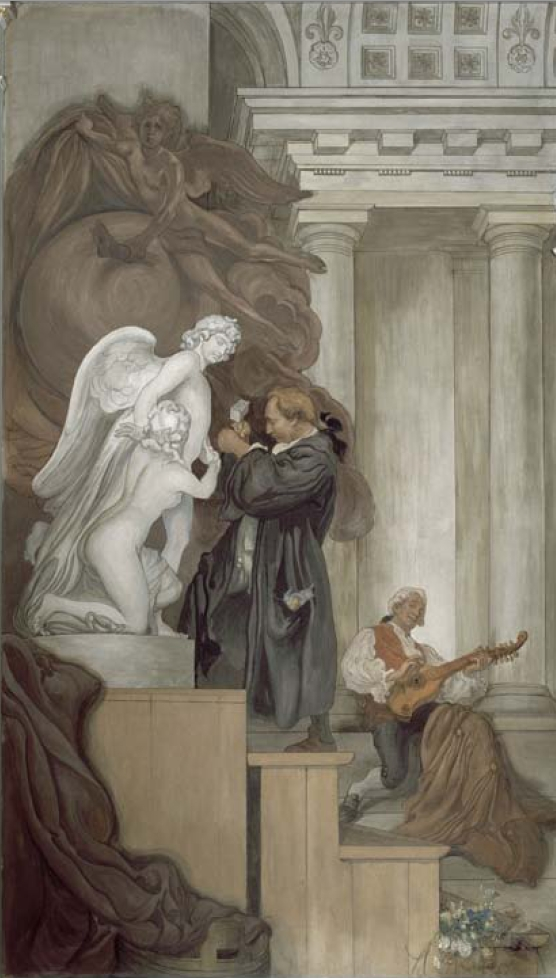
1896年に手がけた、国立美術館の地階ホール北側壁面のフレスコ画『スウェーデン美術の歴史』の1枚。古典主義の彫刻家ユーハン・トービアス・セルゲル(en)のアトリエを描いている。

ラーションは1877年と1880年に王立美術学校から奨学金を受けようとしたが却下されており苦学を強いられていた。そのためか、1884年に王立美術学校教授に推薦された際にこれを拒んでおり、1898年に再び教授職を勧められた際にもまた拒否することとなる。彼が「王立美術学校に反逆する芸術家協会」に参加したのは1886年である。北欧諸国より一足早くスウェーデンで起こったこの「反逆者運動」（オプーネント。Opponent）はアーンシュト・ユーセフソンによって起こされ、若い画家達が多数参加してストックホルムで組織された。ラーションは彼らを支援し、ユーセフソンによる「反逆者展」開催に協力するなどした。「反逆者」の展覧会は批評家に好意的に受け止められ、近代美術が前面に出るきっかけとなった。
1885年にはストックホルムで2度の展覧会に出展して成功し、1886年にはイェーテボリに開校したヴァーランド美術学校の教師となる。しかし1888年、フュシュテンベリーからトリプティックの制作を依頼された際は、教師職をブルーノ・リリエフォシュに譲り、妻とともにパリに渡った。帰国後の1888年、国立美術館の正面階段のフレスコ壁画のコンペティションに参加し翌年に2位となったが、1890年に再び美術館のフレスコ壁画の新しいコンペティションに参加すると今度は1位を獲得した。この年に大作『グスタヴ・ヴァーサのストックホルム入城』の最初のスケッチが描かれた。1894年から1896年にかけては、国立美術館の階段下の壁のためのフレスコ画の制作準備のため、国内外での研究と制作を続けた。1906年、『グスタヴ-』の素描が国立美術館に承認された。
ラーションは1890年から水彩画のシリーズ『わたしの家』を制作し続け、1899年に画集として出版されるとこれが最も高い評価を受けた。他にも、1888年にはフュシュテンベリーの私設ギャラリーにトリプティック『Rokoko-Renässans-Nutida konst』を制作し翌年にこれがパリ万博で1等のメダルを受けた。1897年にはストックホルムのオペラ座の休憩室の天井画と天窓の連作を、1907年にはストックホルムの王立劇場の天井画も手がけた。イェーテボリの女子高校とラテン高等学校でもフレスコ画などを制作している。こうした記念碑的作品の制作のため、1899年、リッラ・ヒュットネースに大きなアトリエを造っている。この間、画集『ラーション家の人々』（1902年）、『スパーダルヴェト』（1902年）、『日向に』（1910年）、『他家の子どもたち』（1913年）を出版。1909年に出した画集『太陽の中の家』は10万部を短期間で売り上げた。『日向に』に掲載した水彩画は1909年にミュンヘンで展示されている。1911年にはローマの展覧会で1位をとり、1912年にはベルリンで金メダルを受けるなど、近隣諸国でも高く評価された。いっぽう、ラーションは1879年よりアウグスト・ストリンドベリと親交があったが、1908年、ストリンドベリがラーションを自著で批判したことから、二人の関係は終結した。
1914年、国立美術館は、美術館の階段上部に展示する壁画としてラーションが制作を始めた『冬至の生贄』の主題の変更を彼に求めた。1915年には実物大の油彩下絵が完成し国立美術館に展示されたが不評であった。ラーションの友人のアンデシュ・ソーンが妥協案を出したにもかかわらず、翌年、国立美術館はこの絵の受け入れを拒否した。
1917年以降、ラーションはスンドボーンの家と1907年よりファールンに所有していた家とで過ごし、自伝の執筆を続けた。1919年1月、ファールンの家で死去。亡くなる直前に脱稿した自伝は1931年に刊行されることとなる。

## 没後
ラーションの死後、スンドボーンのリッラ・ヒュットネースは子孫が運営管理するカール・ラーション・ゴーデンとなり、ラーションと家族が暮らしていた当時の様子を公開し、観光名所となっている。
国立美術館が受け入れ拒否した『冬至の生贄』は、数十年の流転を経て、1987年にオークションによって日本人蒐集家に落札された。1992年、国立美術館が「カール・ラーション大回顧展」を開催した際、絵は国立美術館に貸し出されて展示され、制作当時とは打って変わって高い評価を得た。国立美術館は1997年にこの作品を所有者から買い取った。

## 主な作品

### 絵画作品
- 『林檎の花』（1894年）
- 『ブリータと私』（1895年）
- 『白樺の木陰での朝食』（1896年）
- 『おねぼうさんの朝食』（1897年）
- 『夏休みの宿題』（1898年）
- 『日曜日の休息』（1900年）
- 『スサンヌともう2人』（1901年）
- 『18歳』（1902年）
- 『夏の終わり 湖畔のカーリン』（1908年）
- 『グスタヴ・ヴァーサのストックホルム入城』（1908年）
- 『冬至の生贄』（1915年）

### 出版物
- 『Ett hem』（画集。「わたしの家」1897年）
  - 日本語訳：ウィルヘルム菊江編『わたしの家』カール・ラーション画、講談社、1985年、ISBN 978-4-06-202422-8
- 『Larssons』（画集。「ラーション家の人々」1902年）
- 『Spadarvet』（画集。「スパーダルヴェト」1906年）
- 『Das Haus in der Sonne』（画集、ドイツで発行。「太陽の中の家」1909年）
- 『Åt solsidan』（画集。「日向に」1910年）
- 『Andras barn』（画集。「他家の子どもたち」1913年）
- 『Jag』（自叙伝。「私」の意。1931年）

#### 画集『わたしの家』より

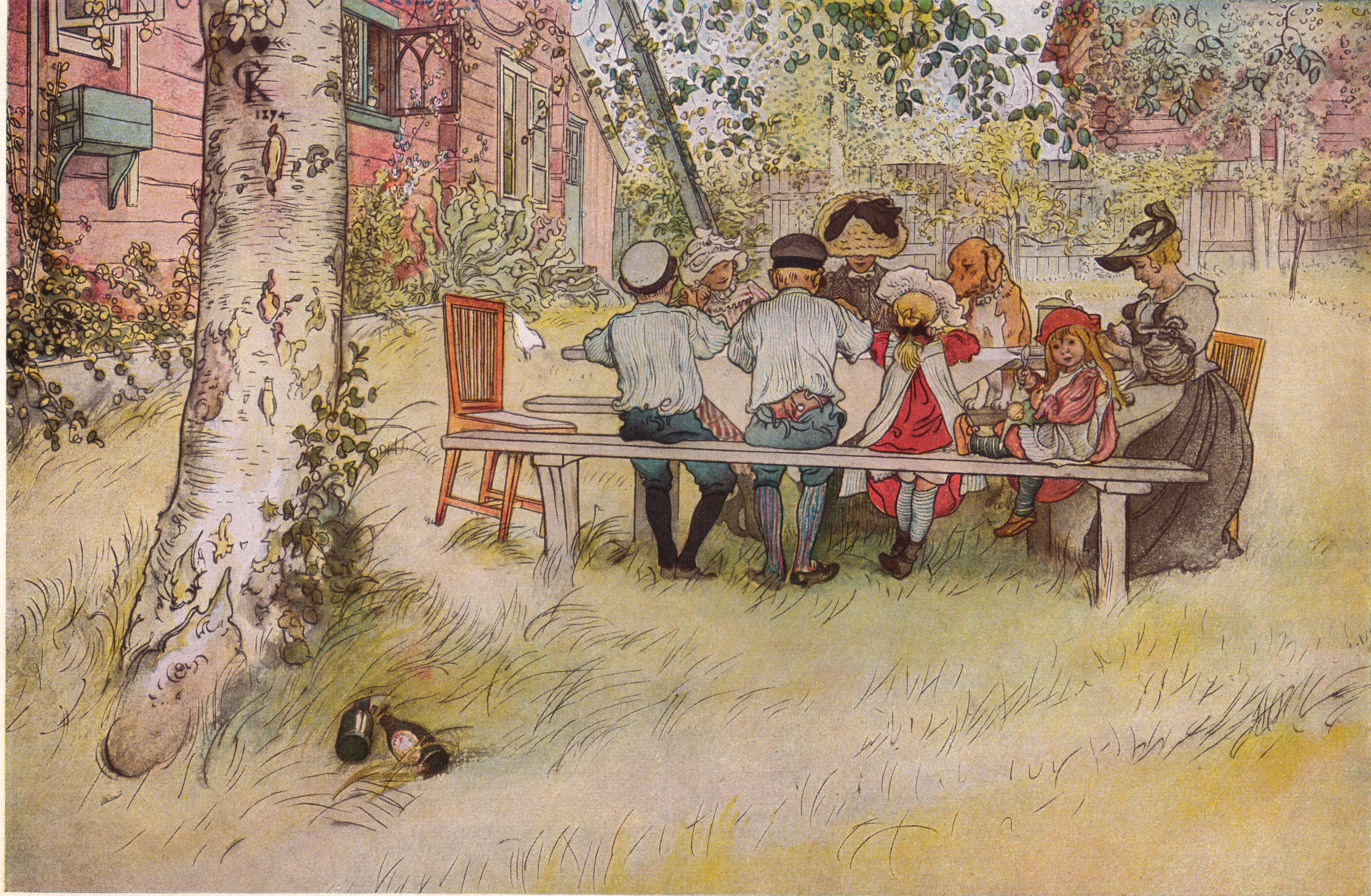
Frukost under stora björken（白樺の木陰での朝食）
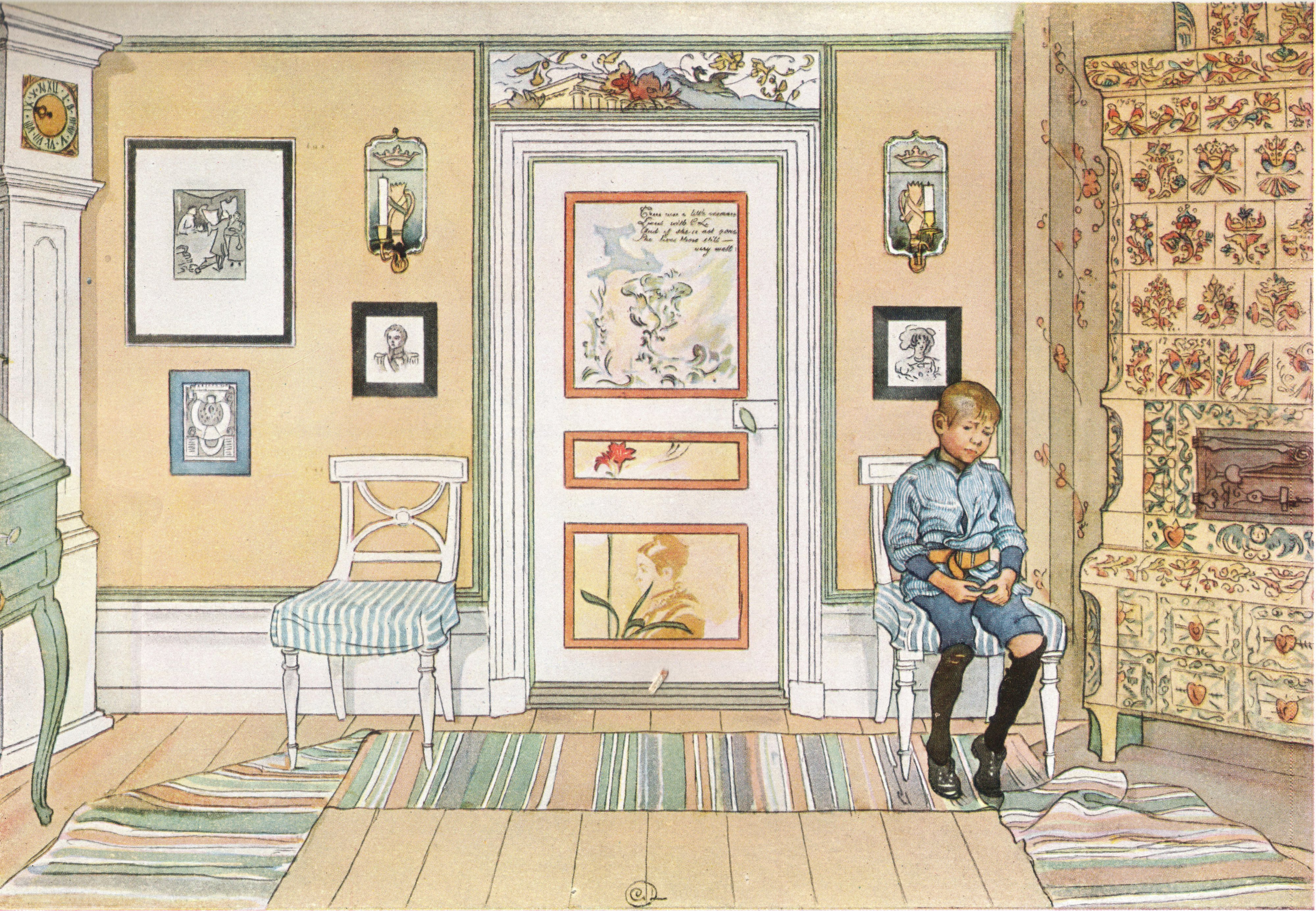
Skamvrån（片隅で[1]）
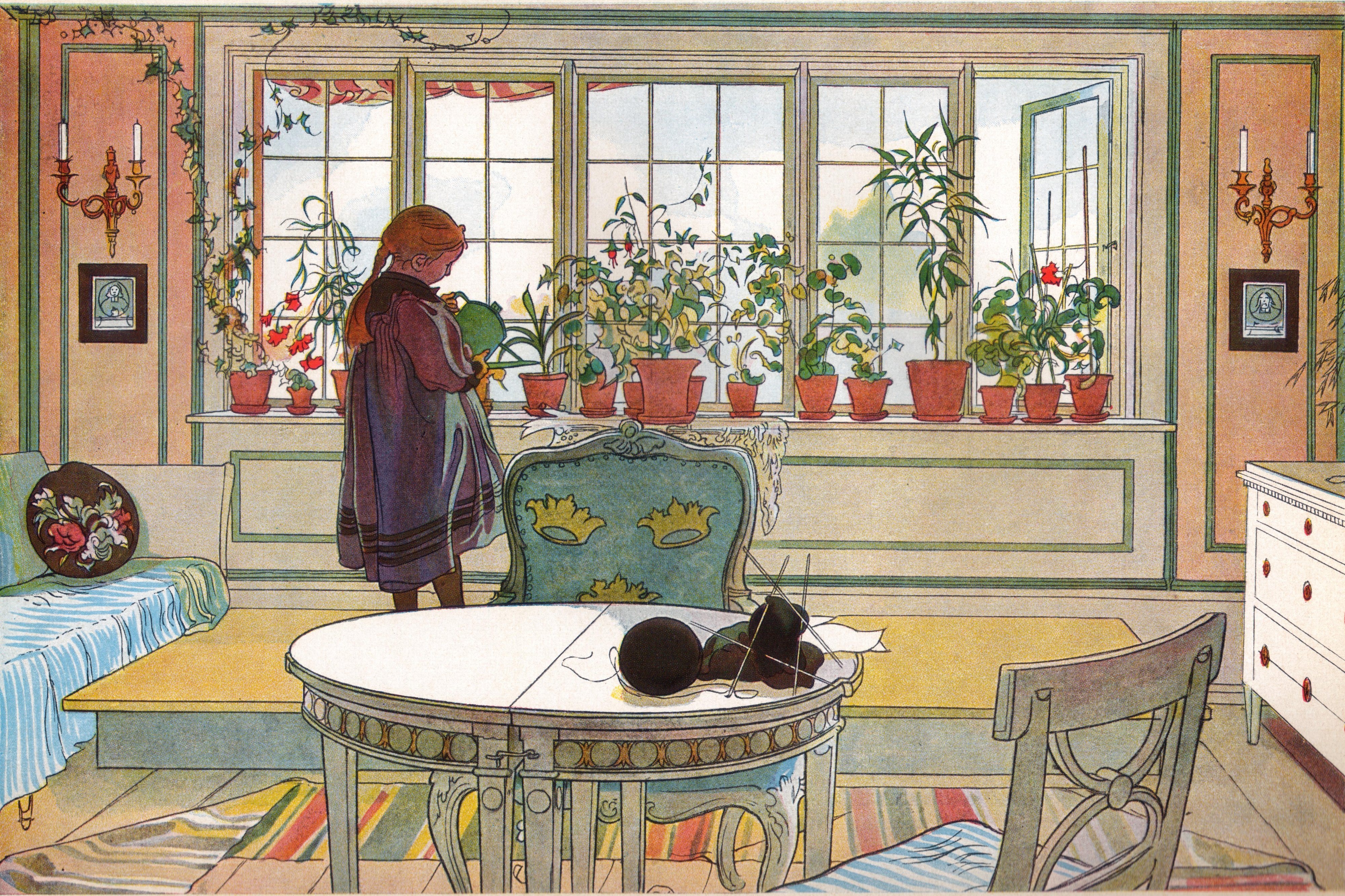
Blomsterfönstret
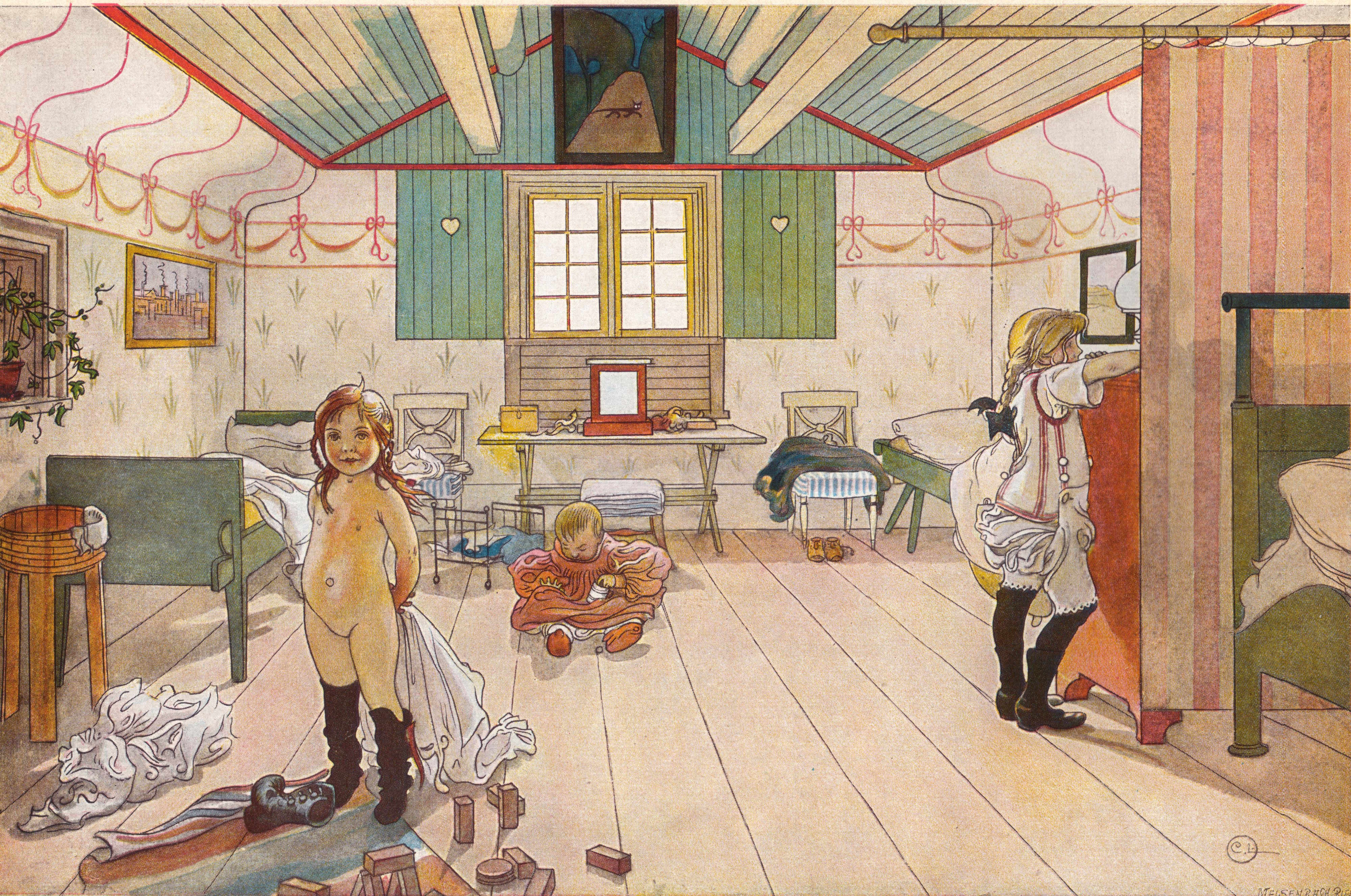
Mammas och småflickornas rum（お母さんと娘たちの部屋[1]）
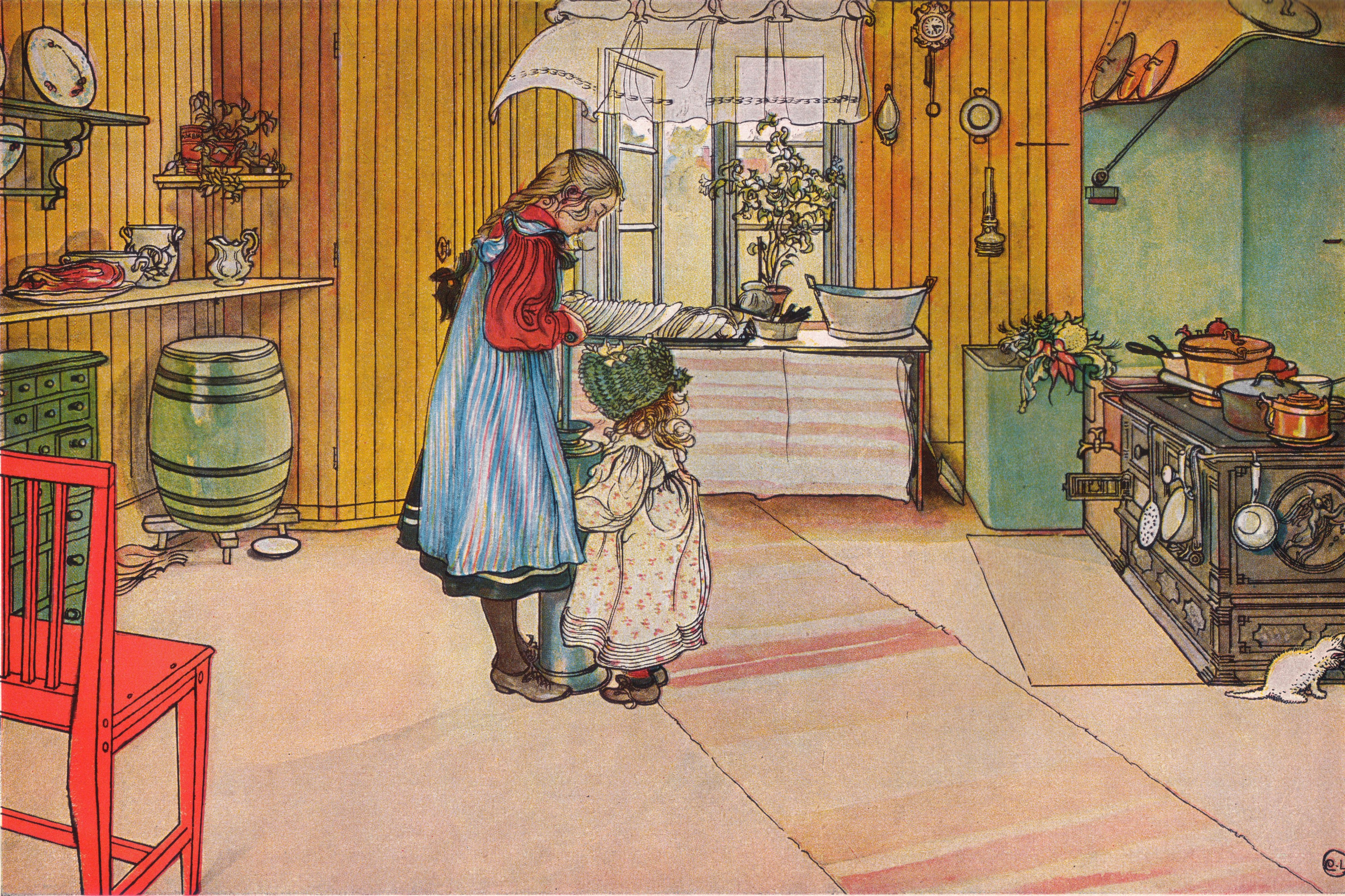
Köket
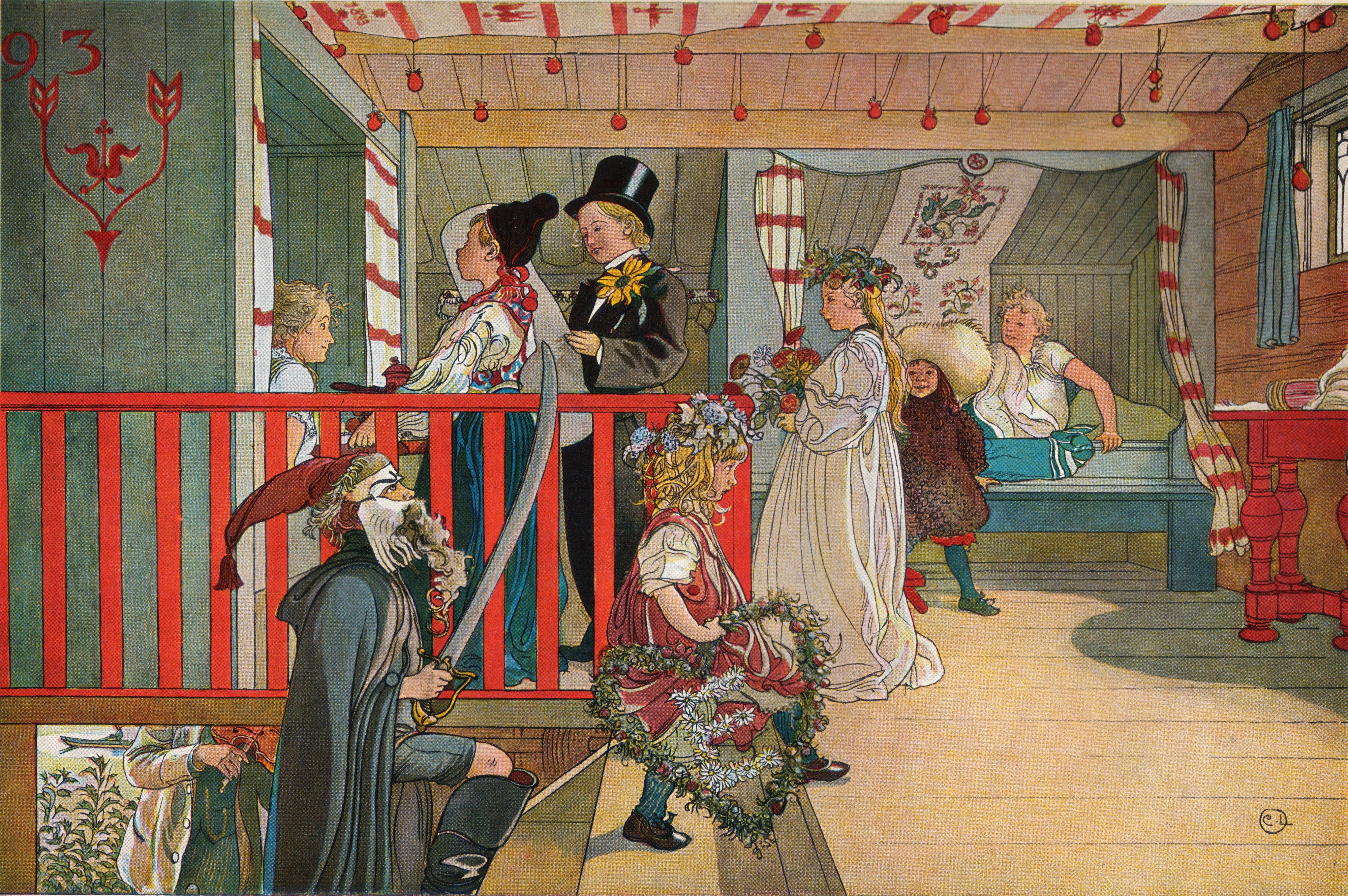
Namnsdag på härbret（ネーム・デイ[15]）
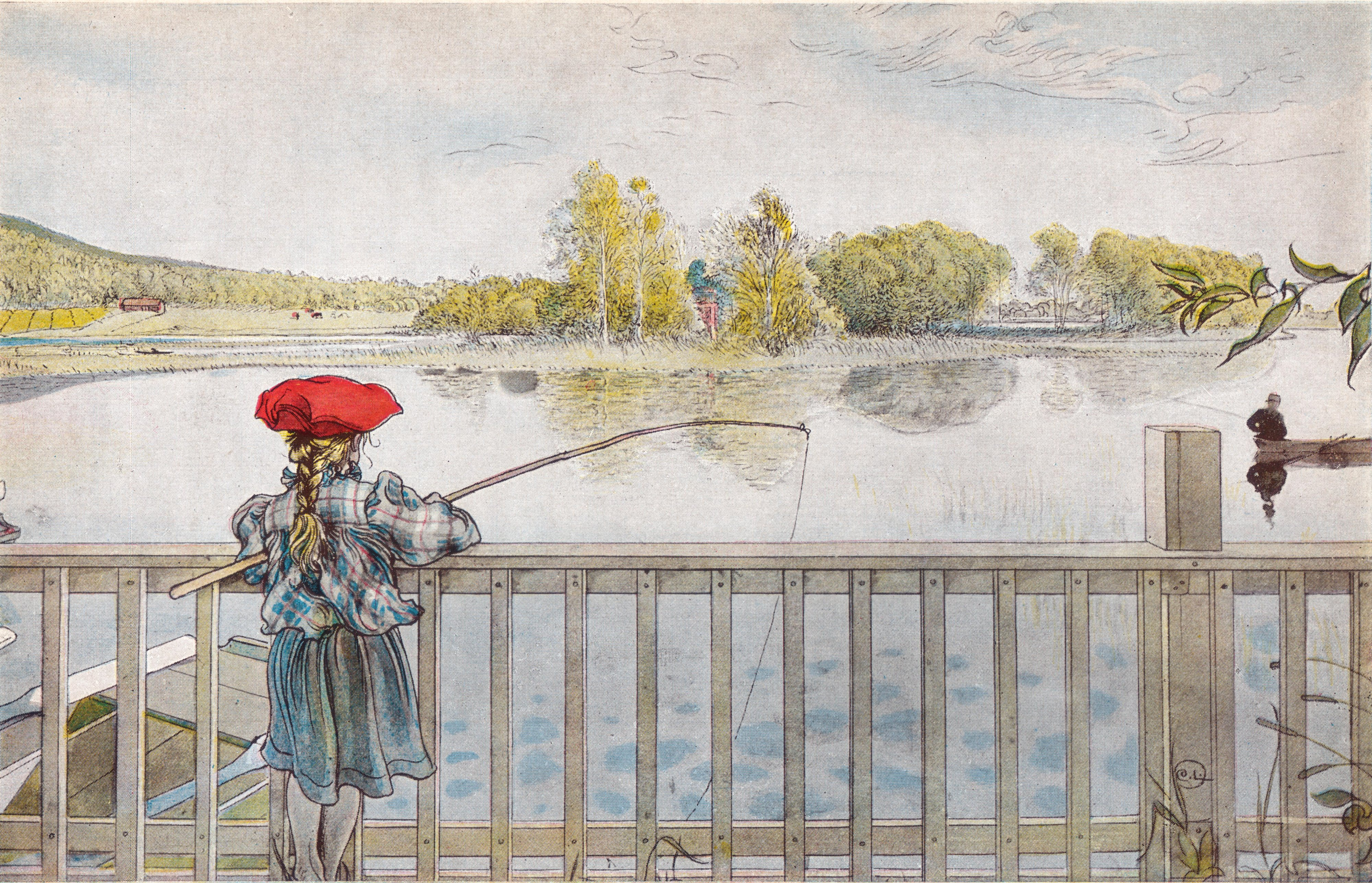
Lisbeth metar（魚釣りをするリスベス[1]）

#### 画集『日向に』より

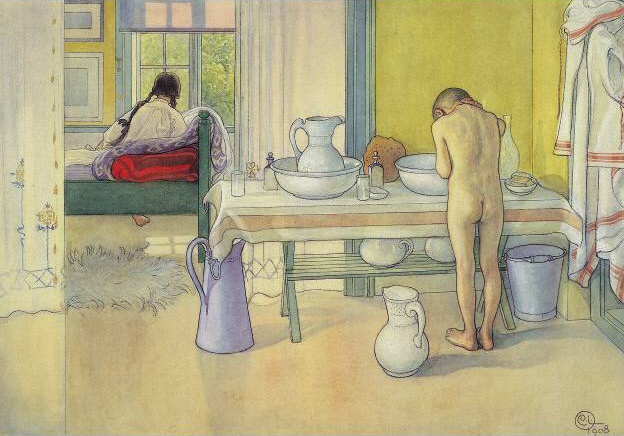
Sommarmorgon（1908年）
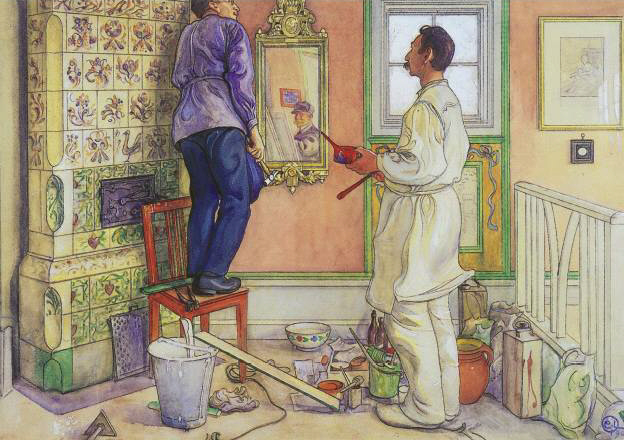
Mina vänner, snickaren och målaren（大工と塗装職人[1]。1909年）

### ギャラリー

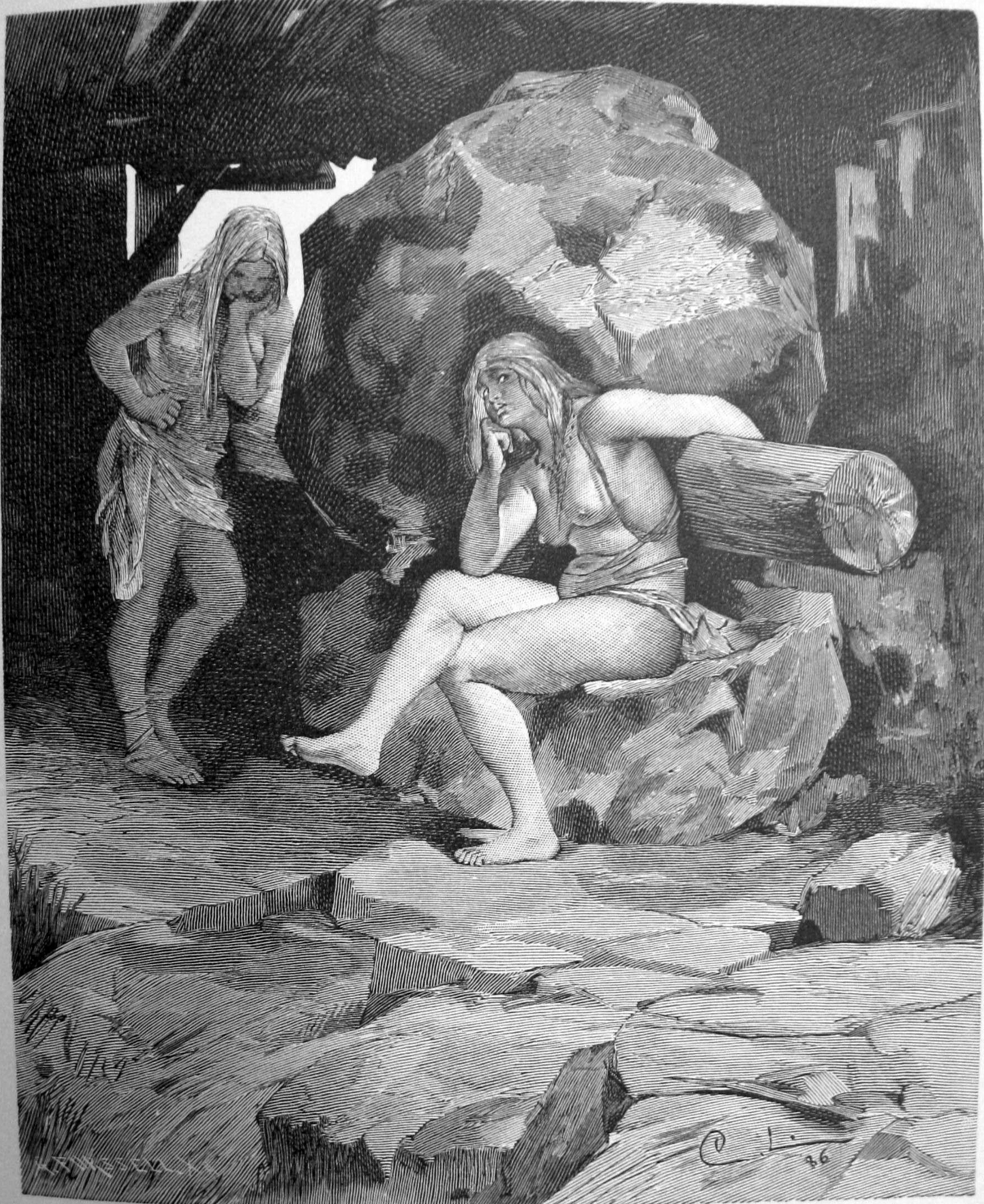
1893年刊行の『エッダ』の挿絵の木版画。右下隅に、下絵を描いたラーションのサインがみえる
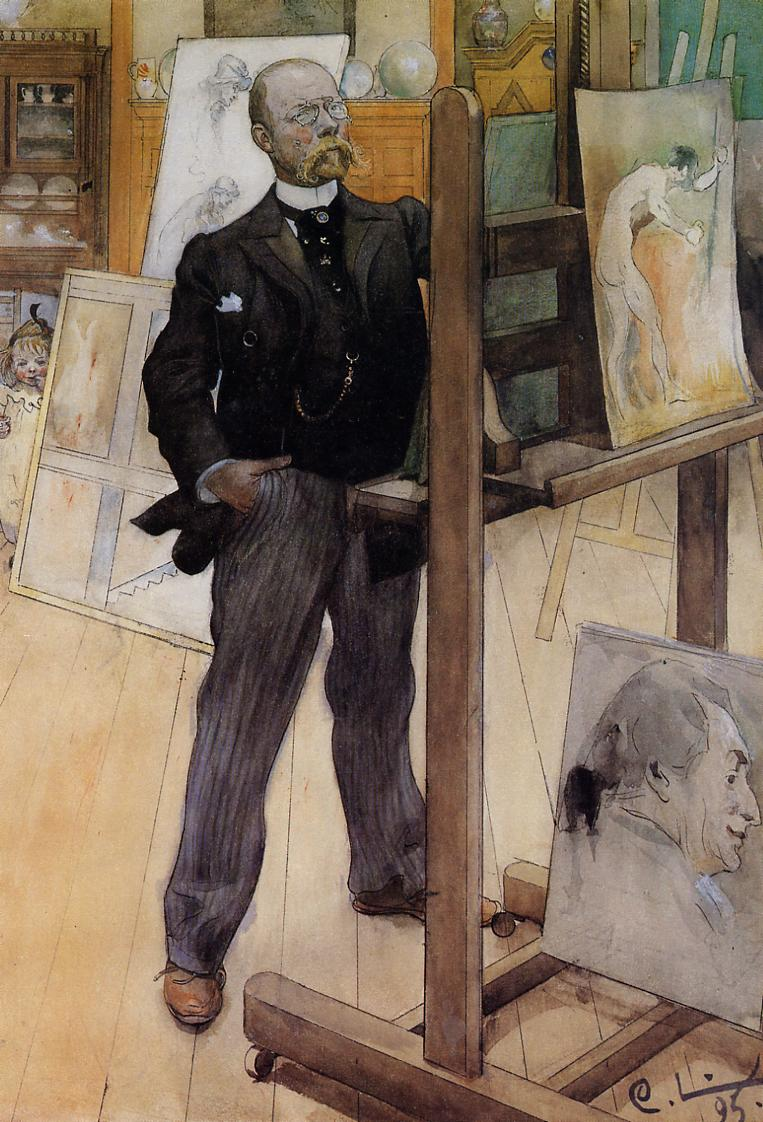
イーゼルの前の自画像[1]（1895年） 国立美術館に描くフレスコ画の下絵を制作しているところ[16]）
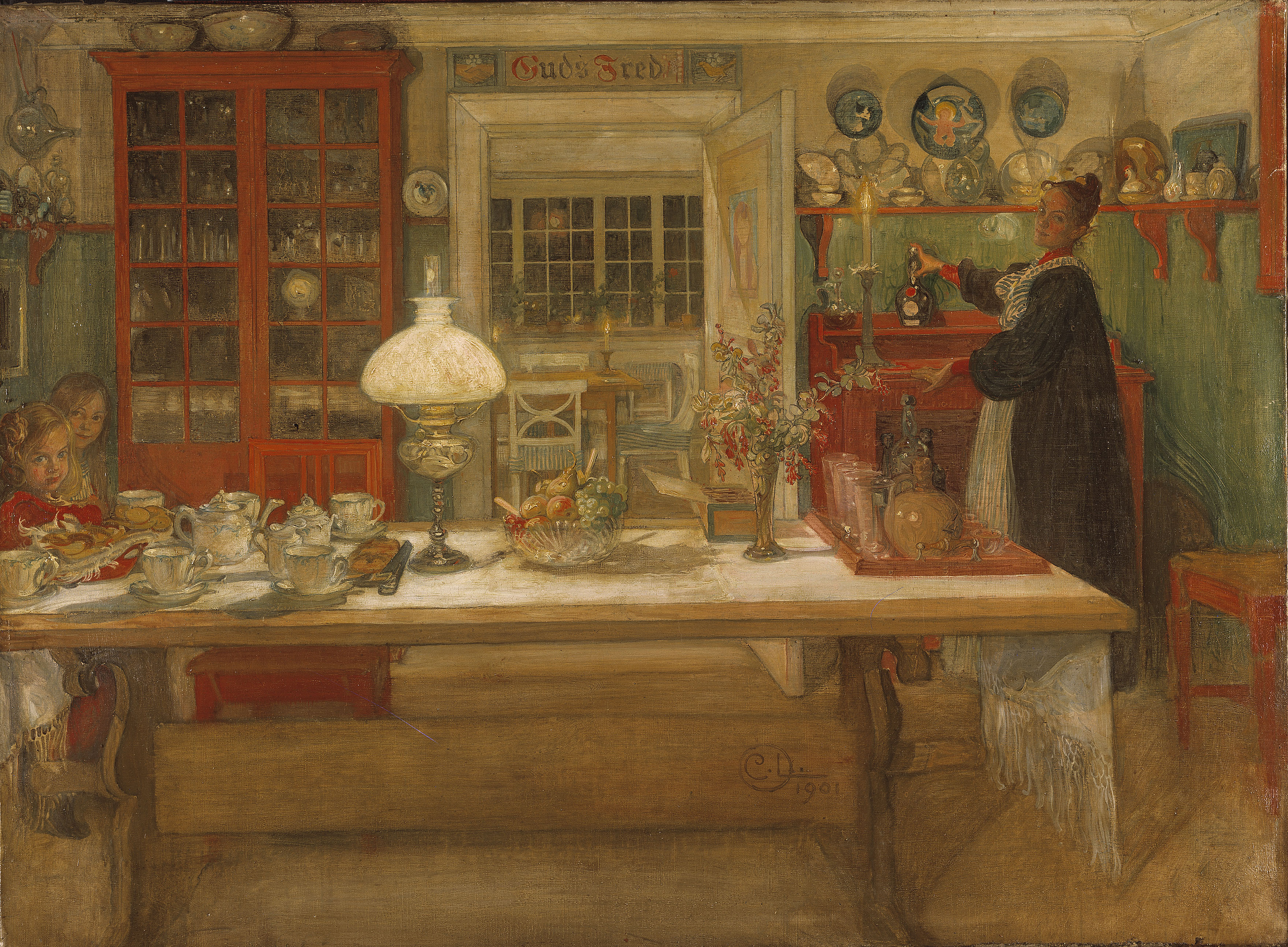
Till en lite vira（1901年）
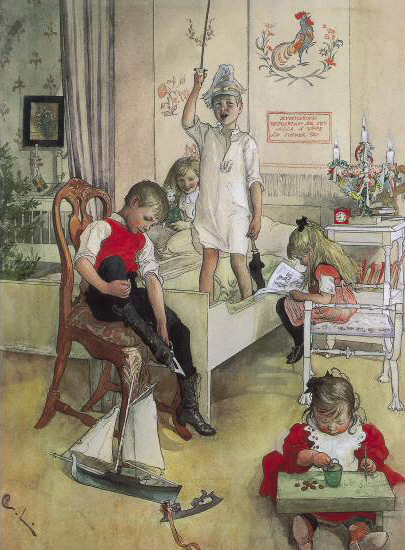
クリスマスの朝[1]（1904年）
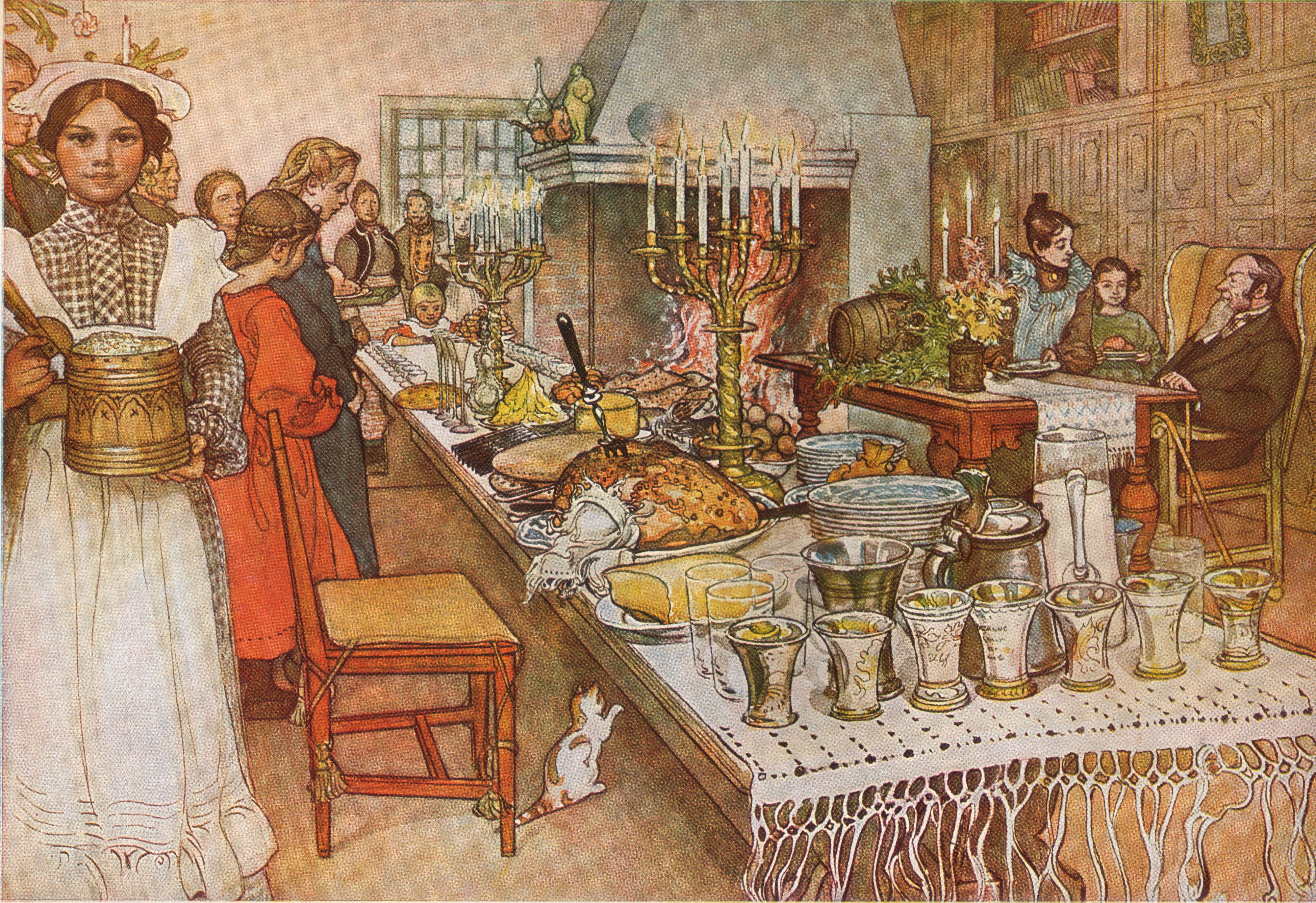
Julaftonen（1904-1905年）
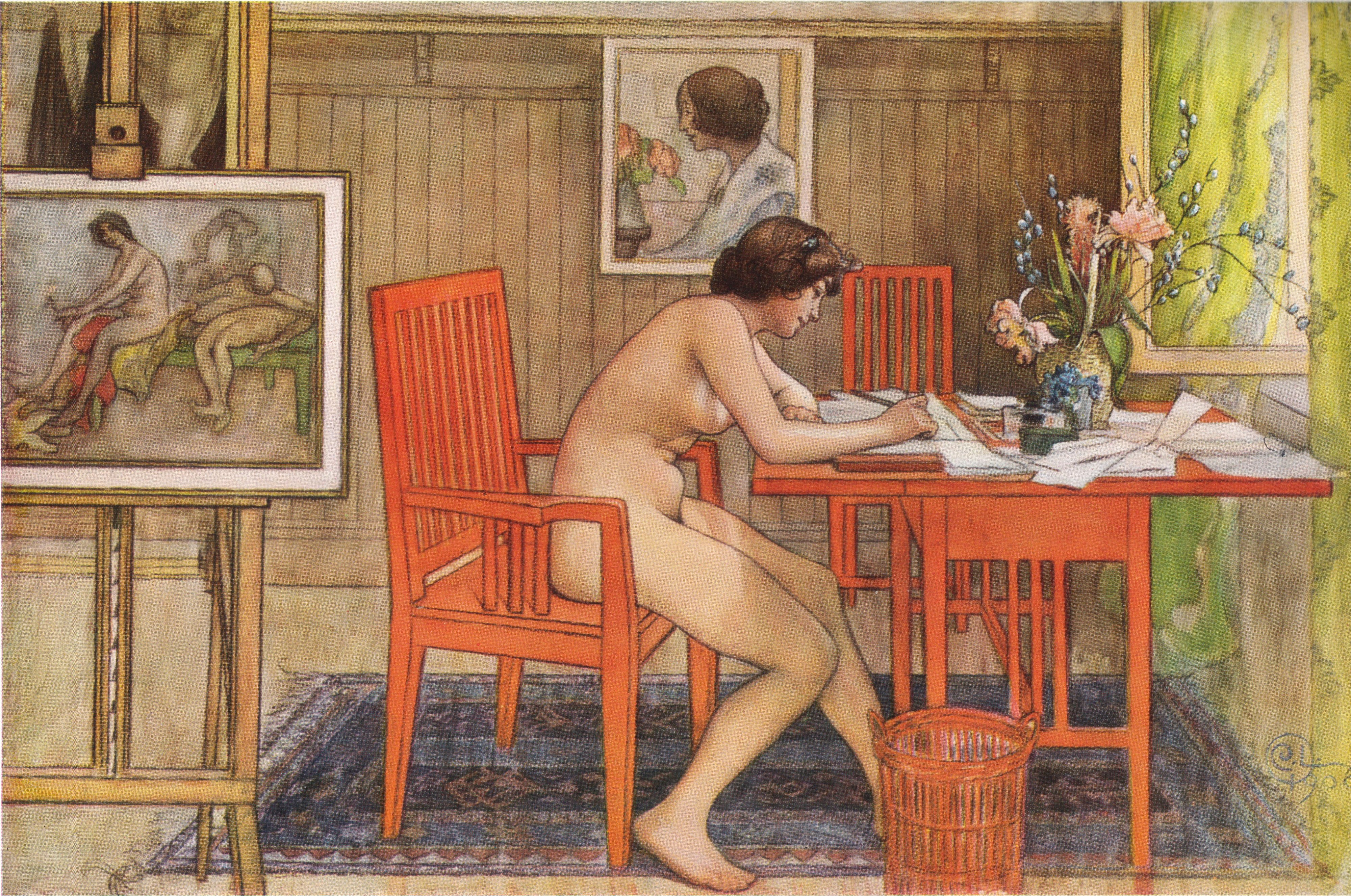
Modellen skriver vykort（1906年）
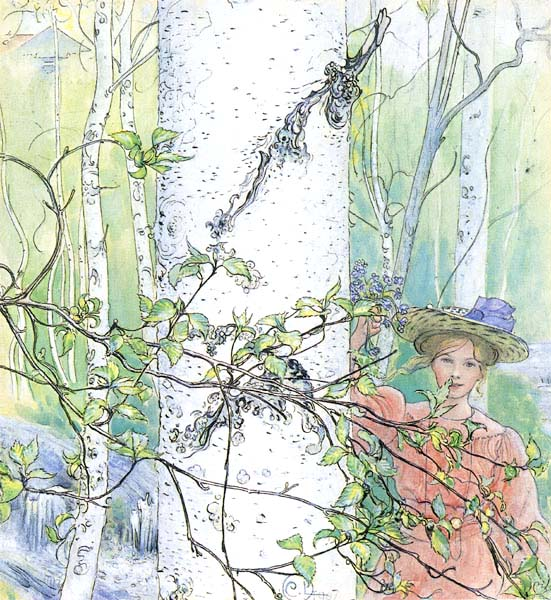
Våren（1907年）
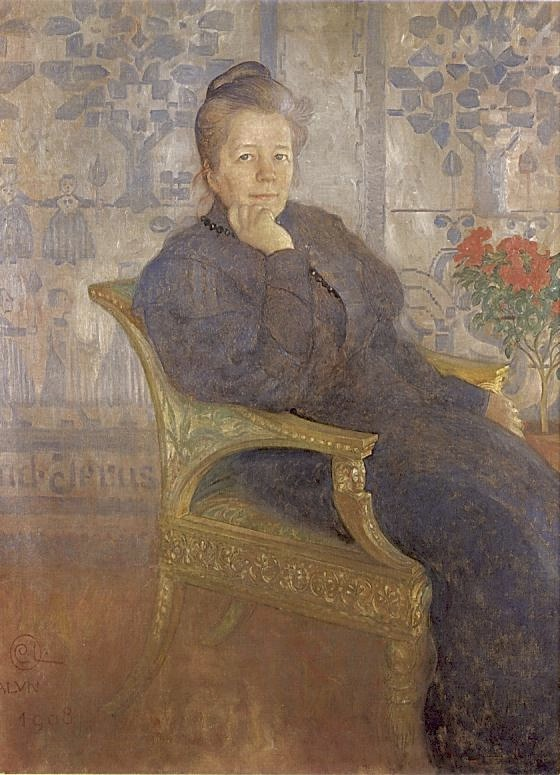
セルマ・ラーゲルレーヴの肖像画（1908年）
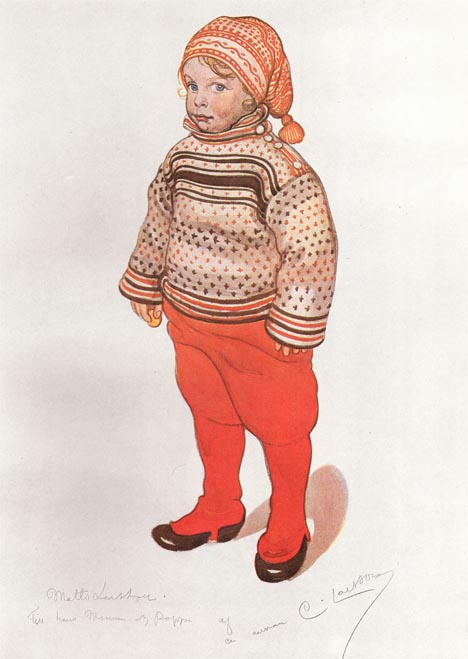
マッツ・ラーション[1]（1911年） イングヴェ・ラーションと出版業者の娘エーリン・ボンニエルの結婚のお祝いにと2人の息子マッツを描いた[17]）
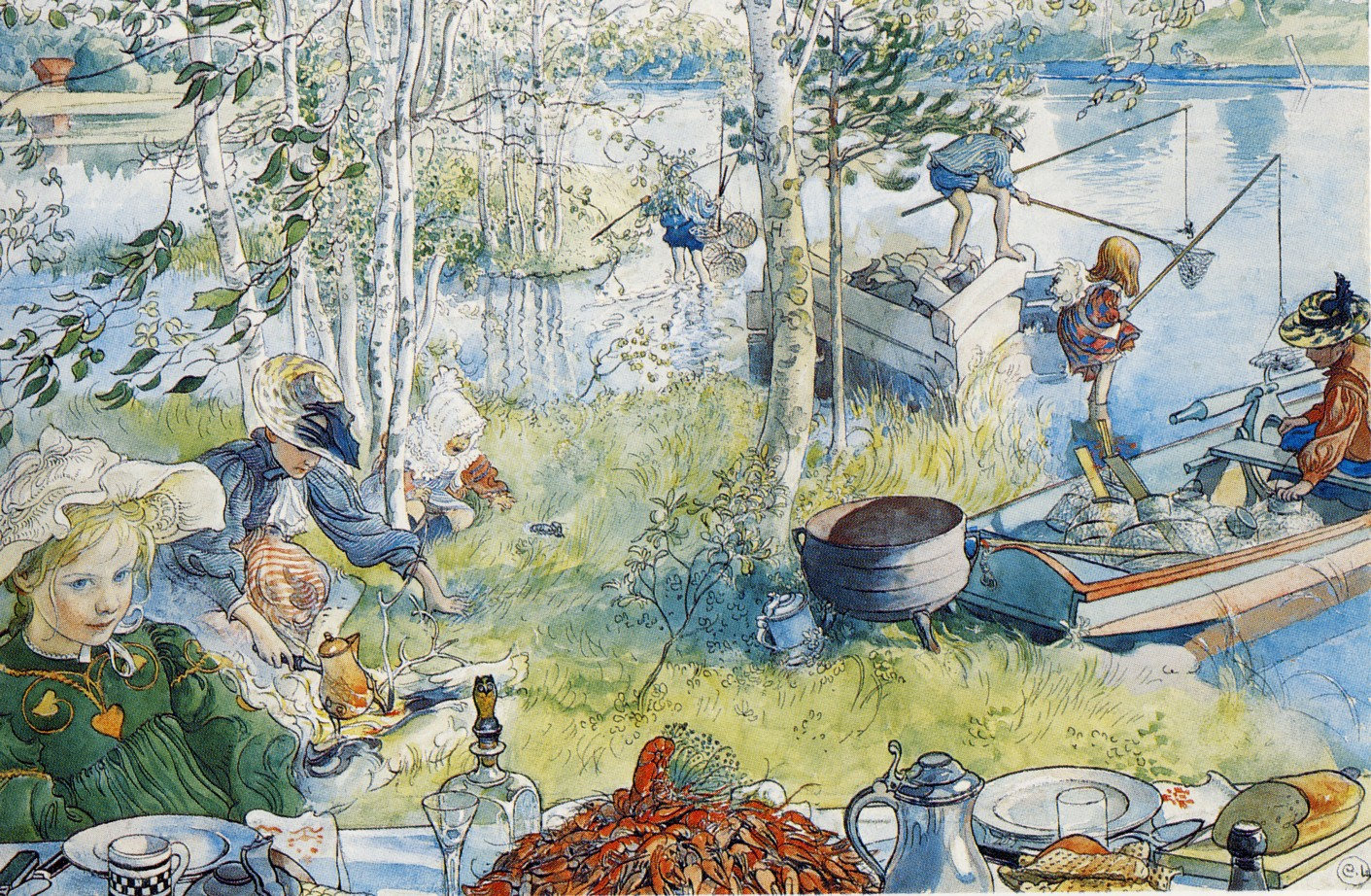
Der Krebsfang(Kräftfångst) 「ザリガニ漁」（1895年）